# Daniel Petrie
Daniel Mannix Petrie (Canadá, 26 de novembro de 1920 — Los Angeles, 22 de agosto de 2004) foi um cineasta canadense.
Foi um diretor de cinema, televisão e teatro canadense que trabalhou no Canadá, em Hollywood e no Reino Unido; conhecido por dirigir dramas humanos fundamentados, muitas vezes lidando com assuntos tabu. Ele foi um dos vários cineastas estrangeiros nascidos no Canadá, incluindo Norman Jewison e Sidney J. Furie, que alcançaram sucesso comercial e de crítica no exterior na década de 1960 devido às oportunidades limitadas na indústria cinematográfica canadense na época. Ele era o patriarca da família de cineastas Petrie, com quatro de seus filhos trabalhando na indústria cinematográfica.
Iniciando sua carreira na televisão, ele fez sua descoberta crítica e popular dirigindo a versão cinematográfica de 1961 da peça Lorraine Hansberry, A Raisin in the Sun, que ganhou o prêmio Gary Cooper no Festival de Cinema de Cannes. Ele dirigiu mais de 90 filmes e programas de televisão até sua aposentadoria em 2001, ganhando vários prêmios (incluindo três Primetime Emmy Awards) no processo. Seu filme semi-autobiográfico de 1984, The Bay Boy, ganhou o Prêmio Genie de Melhor Filme.
Ao longo de sua vida, Petrie manteve fortes laços com o mundo acadêmico, atuando como vice-presidente do American Film Institute de 1986 a 1987.

## Filmografia

### Filmes
| Ano  | Titulo                   |
| ---- | ------------------------ |
| 1960 | The Bramble Bush         |
| 1961 | A Raisin in the Sun      |
| 1962 | The Main Attraction      |
| 1963 | Stolen Hours             |
| 1966 | The Idol                 |
| 1966 | The Spy with a Cold Nose |
| 1973 | The Neptune Factor       |
| 1974 | Buster and Billie        |
| 1976 | Lifeguard                |
| 1978 | The Betsy                |
| 1980 | Resurrection             |
| 1981 | Fort Apache the Bronx    |
| 1982 | Six Pack                 |
| 1984 | The Bay Boy              |
| 1987 | Square Dance             |
| 1988 | Rocket Gibraltar         |
| 1988 | Cocoon: The Return       |
| 1994 | Lassie                   |
| 1997 | The Assistant            |

### Televisão
| Ano     | Titulo                                 |
| ------- | -------------------------------------- |
| 1950    | Studs' Place                           |
| 1950–51 | The Billy Rose Show                    |
| 1952    | Short Short Dramas                     |
| 1952–53 | Treasury Men in Action                 |
| 1953    | The Revlon Mirror Theater              |
| 1954    | The Motorola Television Hour           |
| 1954    | Justice                                |
| 1954–55 | Armstrong Circle Theatre               |
| 1954–55 | The Elgin Hour                         |
| 1954–56 | Omnibus                                |
| 1955    | Studio One                             |
| 1955–56 | Joe and Mabel                          |
| 1955–56 | Goodyear Playhouse                     |
| 1955–59 | The United States Steel Hour           |
| 1956    | Air Power                              |
| 1956    | The Alcoa Hour                         |
| 1957–61 | DuPont Show of the Month               |
| 1958    | Shirley Temple's Storybook             |
| 1958    | Playhouse 90                           |
| 1958    | Kraft Television Theatre               |
| 1958    | Pursuit                                |
| 1959    | The Play of the Week                   |
| 1960    | The Art Carney Special                 |
| 1960    | The David Susskind Show                |
| 1961    | 'Way Out                               |
| 1961    | Great Ghost Tales                      |
| 1962–65 | The Defenders                          |
| 1963    | Bob Hope Presents the Chrysler Theatre |
| 1963–64 | East Side/West Side                    |
| 1965    | Profiles in Courage                    |
| 1965    | For the People                         |
| 1965    | The Doctors and The Nurses             |
| 1965    | Seaway                                 |
| 1967    | N.Y.P.D.                               |
| 1969    | Insight                                |
| 1969    | The Bold Ones: The New Doctors         |
| 1969    | Strange Report                         |
| 1969–71 | Marcus Welby, M.D.                     |
| 1969–71 | Medical Center                         |
| 1970    | The Interns                            |
| 1970    | San Francisco International Airport    |
| 1970–72 | Ironside                               |
| 1971    | The Bold Ones: The Lawyers             |
| 1971    | The Man and the City                   |
| 1971    | The Name of the Game                   |
| 1971–73 | McMillan & Wife                        |
| 1972    | Hec Ramsey                             |
| 1972–73 | Banyon                                 |

### Telefilmes e séries limitadas
| Ano  | Titulo                                      |
| ---- | ------------------------------------------- |
| 1969 | Silent Night, Lonely Night                  |
| 1971 | Big Fish, Little Fish                       |
| 1971 | The City                                    |
| 1971 | A Howling in the Woods                      |
| 1971 | Young Marrieds at Play                      |
| 1972 | Moon of the Wolf                            |
| 1973 | Trouble Comes to Town                       |
| 1974 | Mousey                                      |
| 1974 | The Gun and the Pulpit                      |
| 1975 | Returning Home                              |
| 1976 | Eleanor and Franklin                        |
| 1976 | Harry S. Truman: Plain Speaking             |
| 1976 | Sybil                                       |
| 1977 | Eleanor and Franklin: The White House Years |
| 1977 | The Quinns                                  |
| 1984 | The Dollmaker                               |
| 1985 | The Execution of Raymond Graham             |
| 1986 | Half a Lifetime                             |
| 1989 | My Name Is Bill W.                          |
| 1991 | Mark Twain and Me                           |
| 1992 | A Town Torn Apart                           |
| 1995 | Kissinger and Nixon                         |
| 1996 | Calm at Sunset                              |
| 1998 | Monday After the Miracle                    |
| 1999 | Inherit the Wind                            |
| 1999 | Seasons of Love                             |
| 2001 | Walter and Henry                            |
| 2001 | Wild Iris                                   |